# 2020年東京オリンピックのレソト選手団
2020年東京オリンピックのレソト選手団は、2021年7月23日から8月8日まで日本の東京で開催された2020年東京オリンピックのレソト選手団の名簿。

## 選手団
- 人員: 選手 2人
- 開会式旗手:（ボランティア）
- 閉会式旗手: ネヘン・ハタラ

## 種目別選手・スタッフ名簿及び成績

### 陸上
| 選手                     | 種目         | 結果          | 順位 |
| ------------------------ | ------------ | ------------- | ---- |
| コアラフラネ・ストロアリ | 男子マラソン | 2時間25分03秒 | 67位 |
| ネヘン・ハタラ           | 女子マラソン | 2時間33分15秒 | 20位 |